# Dia Internacional da Consciência

Grafitti pintado por Bansky em Chinatown, em São Francisco

O Dia Internacional da Consciência, instituído pela ONU, é comemorado em todo o mundo no dia 5 de abril e visa incentivar a comunidade internacional desenvolver acções que promovam a paz, a inclusão e a tolerância que conduzam a uma cultura de paz universal. 

## História
Esta data foi implementada pela Assembleia Geral das Nações Unidas no dia 25 de julho de 2019 e surge na sequência do Congresso Internacional sobre a Paz na Mente dos Homens, organizado pela UNESCO, em 1989 na Costa do Marfim. 
Foi pela primeira vez comemorado em 2020. 

## Objectivos
Assim, a Resolução 73/329 da Assembleia Geral da ONU que oficializou a comemoração desta data, procura com ela incentivar a construção de um mundo harmonioso, solidário e pacífico através da promoção de acções que visem a promoção da tolerância, da paz e da solidariedade que conduzam a uma cultura de paz universal. 

## Ligações Externas
- Resolução 73/329 da Assembleia Geral da ONU - Promover uma cultura de paz com amor e consciência

- SDSN | Webinar: United Nations International Day of Conscience (2020)